# Kim Yong-nam
Dans ce nom coréen, le nom de famille, Kim, précède le nom personnel.
Ne doit pas être confondu avec Kim Jong-nam.
Kim Yong-nam, né le 4 février 1928 à Pyongyang, est un homme d'État nord-coréen. Il est président du présidium de l'Assemblée populaire suprême de 1998 à 2019. Il sert les trois générations de la famille Kim durant sa carrière.

## Biographie

### Enfance et études
Il étudie à l'université Kim Il-sung puis obtient en 1953 un diplôme en relations internationales à l'université de Moscou.

### Président de l’Assemblée populaire suprême (1998-2019)

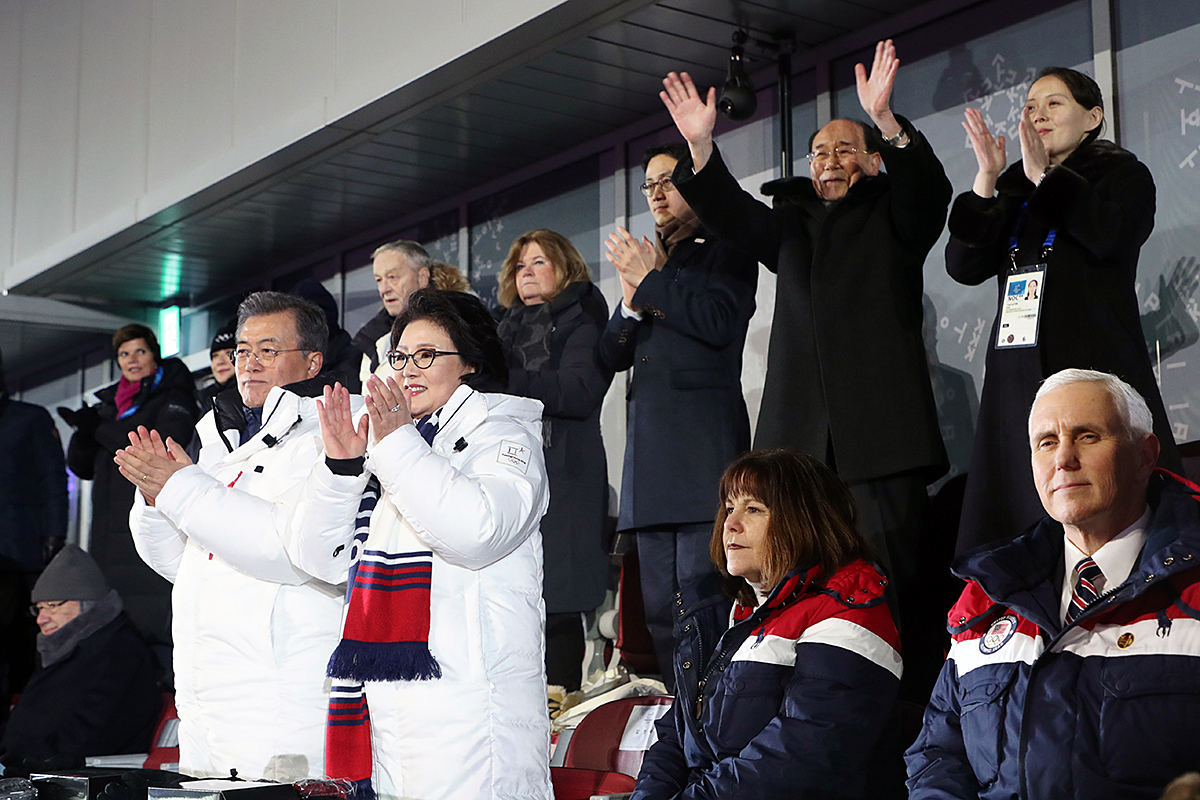
Moon Jae-in et Kim Jung-sook lors de la cérémonie d'ouverture des jeux olympiques d'hiver de 2018 se déroulant à PyeongChang. La délégation nord-coréenne est à l'arrière plan, avec Kim Yo-jong, la sœur de Kim Jong-un, et Kim Yong-nam. Mike Pence, vice président des États-Unis, et sa femme Karen sont au premier plan, à droite.

Il est nommé président du présidium de l'Assemblée populaire suprême le 5 septembre 1998. L'Assemblée étant, selon la Constitution nord-coréenne, « l'organe suprême du pouvoir de la république populaire démocratique de Corée », le président de son Présidium est l'équivalent juridique du chef de l'État de la Corée du Nord. Le « Dirigeant suprême de la république populaire démocratique de Corée » est cependant, toujours selon la Constitution, le président du Comité de la défense nationale (de 1998 à juin 2016) puis de la Commission des affaires de l'État (depuis juin 2016), poste occupé par Kim Jong-un. Les analystes occidentaux considèrent généralement Kim Yong-nam comme ayant été le no 2 du régime du temps de Kim Jong-il ; après la mort de ce dernier, Kim Jong-un a été proclamé « chef suprême » du pays, Kim Yong-nam demeurant à son poste.

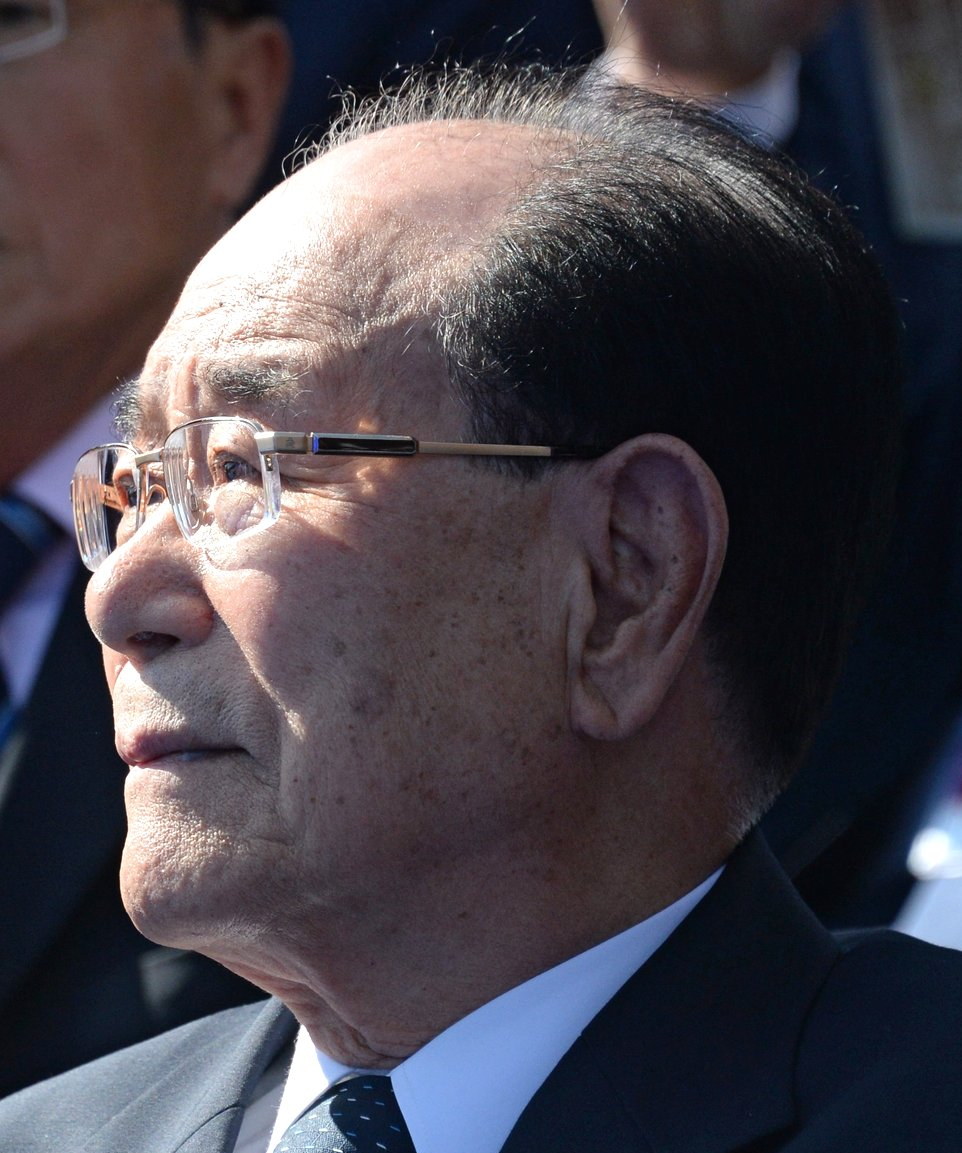
Kim Yong-nam en 2015.

Dans le cadre du resserrement des liens bilatéraux entre la Corée du Nord et les autres nations asiatiques, Kim Yong-nam a conduit des délégations au Viêt Nam, au Laos et au Cambodge en juillet 2001, peu avant la tenue d'une rencontre de l'ASEAN au Viêt Nam, et des délégations cambodgiennes et laotiennes ont été reçues en Corée en 2002. Kim Yong-nam a également été reçu en Syrie, en juillet 2002.
À l'occasion du 55e anniversaire de l'établissement des relations diplomatiques entre la Chine et la Corée du Nord, Kim Yong-nam se rend en Chine en octobre 2004. Cette visite permet le renforcement des relations politiques et économiques entre les deux pays, tandis que le chef de l'État nord-coréen déclare soutenir fermement la politique de la Chine dans le cadre d'une « réunification pacifique », fondée sur le principe « un État et deux systèmes », selon les comptes rendus officiels chinois, .
L'ancienne présidente indonésienne Megawati Soekarnoputri, à la tête d'une délégation du Parti démocratique indonésien de lutte, effectue un séjour à Pyongyang en avril 2005, à l'invitation du président Kim Yong-nam, lors des cérémonies du quarantième anniversaire de la création de la kimilsungia[réf. nécessaire].
En décembre 2006, Kim Yong-nam félicite le président vénézuélien Hugo Chávez pour sa réélection.
Il est le chef officiel de la délégation nord-coréenne aux Jeux olympiques de Pyeongchang, notamment accompagné par la sœur de Kim Jong-un, Kim Yo-jong. D'après Yang Moo-jin, de l'Université des études nord-coréennes de Corée du Sud, Kim Yong-nam est « le numéro deux dans la hiérarchie du parti », après Kim Jong-un. C'est dans son rôle de chef de l'État de la république populaire démocratique de Corée qu'il déjeunera le 9 février 2018 avec le président sud-coréen Moon Jae-in, accompagné de Kim Yo-jong. À cette occasion, Kim Yo-jong a invité officiellement le président sud-coréen pour une visite d'État au Nord au nom de son frère.
Le 11 avril 2019, âgé de 91 ans, il prend sa retraite et est remplacé à la présidence du présidium de l'Assemblée par Choe Ryong-hae.

## Voir également
- Institutions de la Corée du Nord
- Dirigeants nationaux actuellement en fonction